# La Belgique de papa
La Belgique de papa (soms ook La Belgique à papa) is een term uit de Belgische politiek en verwijst naar de periode van het unitaire, door een Franssprekende elite beheerste België.
Impliciet bedoelt men er ook de achterstelling van de Vlamingen en de Nederlandse taal in België mee. In Vlaanderen heeft de term dan ook een pejoratieve bijklank. De negatieve gevoelens die het bij vele Vlamingen oproept zijn niet in de eerste plaats tegen de Waalse bevolking gericht, maar vooral tegen de Franstalige bourgeoisie en adellijke kringen die in heel België de plak zwaaiden. Het was de toenmalige eerste minister Gaston Eyskens die op 18 februari 1970 naar aanleiding van de eerste Belgische staatshervorming verklaarde "La Belgique de papa a vécu", "de unitaire staat is door de gebeurtenissen achterhaald".
De term heeft ook een zekere nostalgische bijbetekenis, als verwijzing naar een vroegere tijd met meer zekerheden en geborgenheid.  